# Gisella Grosz
Gisella Grosz, eigentlich Gizella Grosz (eingedeutscht Gisela Groß) (* 26. November 1875 in Szilágysomlyó, Österreich-Ungarn, heute Șimleu Silvaniei, Rumänien; † 1942 in Riga, Lettland) war eine ungarische Pianistin jüdischer Herkunft.

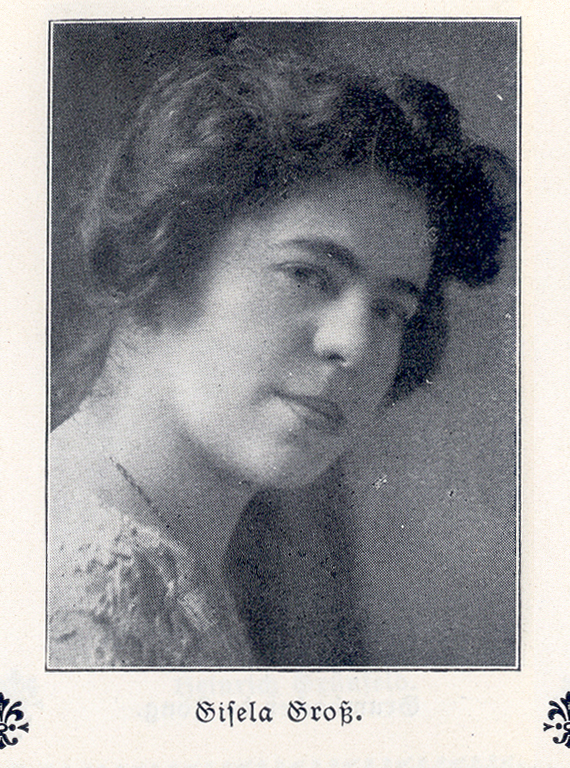
Gisella Grosz, um 1910

## Leben
Gizella Grosz studierte an der Königlich-Ungarischen Musikakademie in Budapest bei István Thomán. Ihre ersten Konzerte gab sie 1897 in Budapest und 1898 und 1899 in Leipzig und Berlin mit gutem Erfolg. Seit 1898 lebte seit dauerhaft in Berlin, wo sie ihr Studium bei Teresa Carreño fortsetzte.
Ihr Debüt als Solistin mit den Berliner Philharmonikern hatte sie am 16. Januar 1902, weitere Auftritte folgten 1905, 1908 und 1909. Am 6. Februar 1906 nahm sie 5 Stücke für Welte-Mignon auf, wozu nur erstklassige Pianisten ausgewählt wurden.
1911 gab sie die Konzerttätigkeit auf und heiratete den Musikkritiker Adolf Weißmann. Nach dem Rückzug von der Konzerttätigkeit war sie weiterhin als Klavierlehrerin tätig. Zusammen mit ihrem Mann veranstaltete sie zahlreiche Hauskonzerte, die sie nach dessen frühzeitigen Tod 1929 aufgab. In den Berliner Telefonbüchern ist sie von 1937 bis 1940 als Gisella Weißmann eingetragen, 1940 bereits mit dem Zwangszusatz Sara, 1941 wurden Juden aus den Telefonbüchern gestrichen.
Im Januar 1942 wurde sie in das Rigaer Ghetto deportiert, wo sie im selben Jahr starb. Details über ihren Tod sind nicht bekannt.
Grosz und Weißmann hatten eine vorehelich geborene Tochter. Die 1908 geborene Ilse Weißmann wurde ebenfalls Pianistin, sie erhielt Unterricht hauptsächlich bei ihrer Mutter und Konrad Wolff in Paris. Seit 1933 lebte die Tochter in Frankreich, England und Italien, 1940 emigrierte sie in die USA, wo sie im Jahr 2000 verstarb.